# Il festino
Il festino è una commedia teatrale in cinque atti in versi martelliani scritta da Carlo Goldoni nel 1754 e rappresentata per la prima volta a Venezia l'ultima sera di Carnevale di quell'anno. Il testo fu poi ridotto in prosa dallo stesso autore per il pubblico romano.
Opera sperimentale di grande originalità, fu composta di getto, in soli cinque giorni, da un Goldoni confuso e arrabbiato che voleva rifarsi dell'insuccesso della precedente commedia Il vecchio bizzarro. Con questa opera, il commediografo veneziano ritornò a colpire il cicisbeismo, come già aveva fatto ne La famiglia dell'antiquario.

## Trama
Venezia, ultima sera di Carnevale del 1754: il conte di Belpoggio, pur non avendo denaro, organizza in casa proprio un festino al fine di soddisfare la richiesta della sua cicisbea. Invidie e vanità dei convitati faranno deflagare la situazione.

## Poetica
La commedia è dedicata a Pietro Verri: sullo sfondo dell'annosa polemica con l'abate Chiari e nel contesto di una discussione condotta attraverso commedie, epistole, poemetti e feroci libelli, la dedicatoria al futuro fondatore de Il Caffè risulta essere un passaggio fondamentale nel rapporto di Goldoni con gli illuministi. 
Goldoni mette in scena, in maniera critica e polemica, gli aspetti del Carnevale, lo spaccato psicologico e morale di alcune dinamiche sociali del Settecento veneziano. In particolare, data la coincidenza della stagione in cui si finge ambientata la vicenda con quella in cui la commedia viene per la prima volta rappresentata, la pièce offre all'autore l'occasione per confondere le linee di demarcazione fra Teatro e Mondo. Anche se l'esito non è felicissimo, alcuni personaggi e alcune scene sono apprezzabili per la loro verosimiglianza.
Scrive l'autore nella prefazione all'edizione a stampa: Il cicisbeato che è in tanta voga oggidì, l'ho posto in veduta in quasi tutti gli aspetti, ne' quali suol campeggiare. Il vecchio servente della vecchia Dama è il più ridicolo della Commedia; il più critico è quello della Dama moglie col Cavaliere ammogliato, e di questo ho mostrato le pessime conseguenze, siccome i pregiudizi di quelli che per gl'impegni del mondo sagrificano l'interesse, la convenienza e la propria riputazione. Ho voluto innestarvi alcune critiche state fatte alle Commedie mie di quest'anno per giustificarmi in qualche parte, e per isfogarmi un poco col pubblico istesso. Ebbe tanta bontà l'udienza, che lo soffrì di buon animo, e mi diede veri segni di amore e di compatimento. Allora tutto anch'io mi scordai il passato rammarico, e dentro di me ho fatto la pace con chi mi aveva insultato.